# Torquato Fusi
Torquato Fusi (n. 21 decembrie 1923, Massa Marittima, Toscana, Italia – d. 28 octombrie 2005, Siena, Toscana, Italia) a fost un politician italian.